# Lògica nMOS
La lògica nMOS (nFET Metall Oxide Silicon) usa transistors d'efecte de camp (FET) de metal-òxid-semiconductor (MOS) tipus N per implementar portes lògiques i altres circuits digitals. Transistores nMOS posseeixen tres modes d'operació: cort, tríode i saturació (també denominat actiu).
Els MOSFETs de tipus N són disposats en una xarxa "pull-down" (PDN) entre la sortida de la porta lògica i la voltatge d'alimentació negativa, mentre una resistència és col·locada entre la sortida de la porta lògica i la voltatge d'alimentació positiva. El circuit és dissenyat de tal forma que la hi sortida desitjada sigui baixa, llavors el PDN serà actiu, creant un corrent entre l'alimentació negativa i la sortida.